# Большая Александровка (река)
Большая Александровка — река на острове Сахалин. Протекает по территории Александровск-Сахалинского района Сахалинской области России.
Длина реки 38 км. Площадь водосборного бассейна 236 км². Берёт начало в северной части хребта Крутой. Впадает в Александровский залив Японского моря. Устье в черте города Александровск-Сахалинский.

## Данные водного реестра
По данным государственного водного реестра России относится к Амурскому бассейновому округу.
Код объекта в государственном водном реестре — 20050000212118300008742.